# HH (Court Street Shuttle)
| \| HH FULTON \|           |
| Letrero en los vagones R1 |
| HH FULTON                 |

| \| HH FULTON ST \|         |
| Letrero en los vagones R10 |
| HH FULTON ST               |

HH fue la última letra asignada a las rutas originales del Sistema Independiente del metro de la ciudad de Nueva York en los años 1930s. Fue designado como el servicio dedicado a la línea de la Calle Fulton en Brooklyn.
La letra estaba destinada a ser usada en la local de la calle Fulton, y operar desde la calle Court, un esbozo de la estación en el downtown de Brooklyn, a la estación futura de la avenida Euclid cerca de la frontera de Queens. El servicio, fue designado a HH (las letras dobles significa que el servicio es local) para proveer un servicio local en la línea de la calle Fulton, con un servicio expreso en la línea de cuatro vías proveído por un tren expreso que pasa por Manhattan.
Cuando el servicio en la línea de la Calle Fulton empezó a operar el 9 de abril de 1936, los trenes de Manhattan empezaron a proveer el servicio local, y los de las HH sólo en una parada que conectaba a la calle Court con la calle Hoyt-Calle Schermerhorn, donde las conexiones con las otras líneas se podían hacer. El servicio entre estas dos estaciones, en la que solamente tenían unas tres cuadras de distancia, fue suspendido el 1 de junio de 1946.
La estación de la calle Court es ahora el sitio del Museo de Tránsito de Nueva York. Las vías que llegan hasta la estación aun siguen en funcionamiento y se usan para mover los trenes desde y hasta para exhibirlos. 
- Datos: Q5629612